# Matt Schaub
Matthew Rutledge Schaub (Pittsburgh, 25 giugno 1981) è un ex giocatore di football americano statunitense che ha militato nel ruolo di quarterback nella National Football League (NFL). Fu scelto nel corso del quarto giro (90º assoluto) del Draft NFL 2004. Al college ha giocato a football all'Università della Virginia. È stato membro anche degli Houston Texans, di cui detiene ogni record nei passaggi, e degli Oakland Raiders.

## Carriera universitaria
Matt iniziò a giocare nel college football con i Virginia Cavaliers a partire dal 2000. Nel suo primo anno giocò 3 partite, lanciando per 50 yard con nessun touchdown, un intercetto, 115,0 di passer rating. Nell'anno da sophomore giocò 12 partite, lanciando 1.524 yard con 10 TD, 8 intercetti, 118,8 di passer rating, oltre a 2 TD su corsa.
Nel suo anno da junior giocò 14 partite, lanciando per 2.976 yard con 28 TD (1º della ACC), 7 intercetti, 147,5 di passer rating, oltre a 2 TD su corsa. Vinse la finale del Continental Tire Bowl contro i West Virginia Mountaineers. Nel suo ultimo anno giocò 11 partite, lanciando per 2.952 yard con 18 TD, 10 intercetti, 141.0 di passer rating. oltre a un TD su corsa. Vinse per la seconda volta il Continental Tire Bowl contro i Pittsburgh Panthers.
Premi e riconoscimenti
- Continental Tire Bowl: 2

2002, 2003
- ACC Offensive Player of the Year: 1

2002
- ACC Player of the Year: 1

2002

## Carriera professionistica

### Atlanta Falcons
Al Draft NFL 2004, Schaub fu scelto al quarto giro dai Falcons. Il 27 luglio firmò un contratto triennale per un totale di 1,365 milioni di dollari. Il debutto nella NFL avvenne il 3 ottobre 2004 in trasferta contro i Carolina Panthers. Dopo 3 anni in cui giocò come riserva di Michael Vick con i Falcons fu ceduto.

### Houston Texans

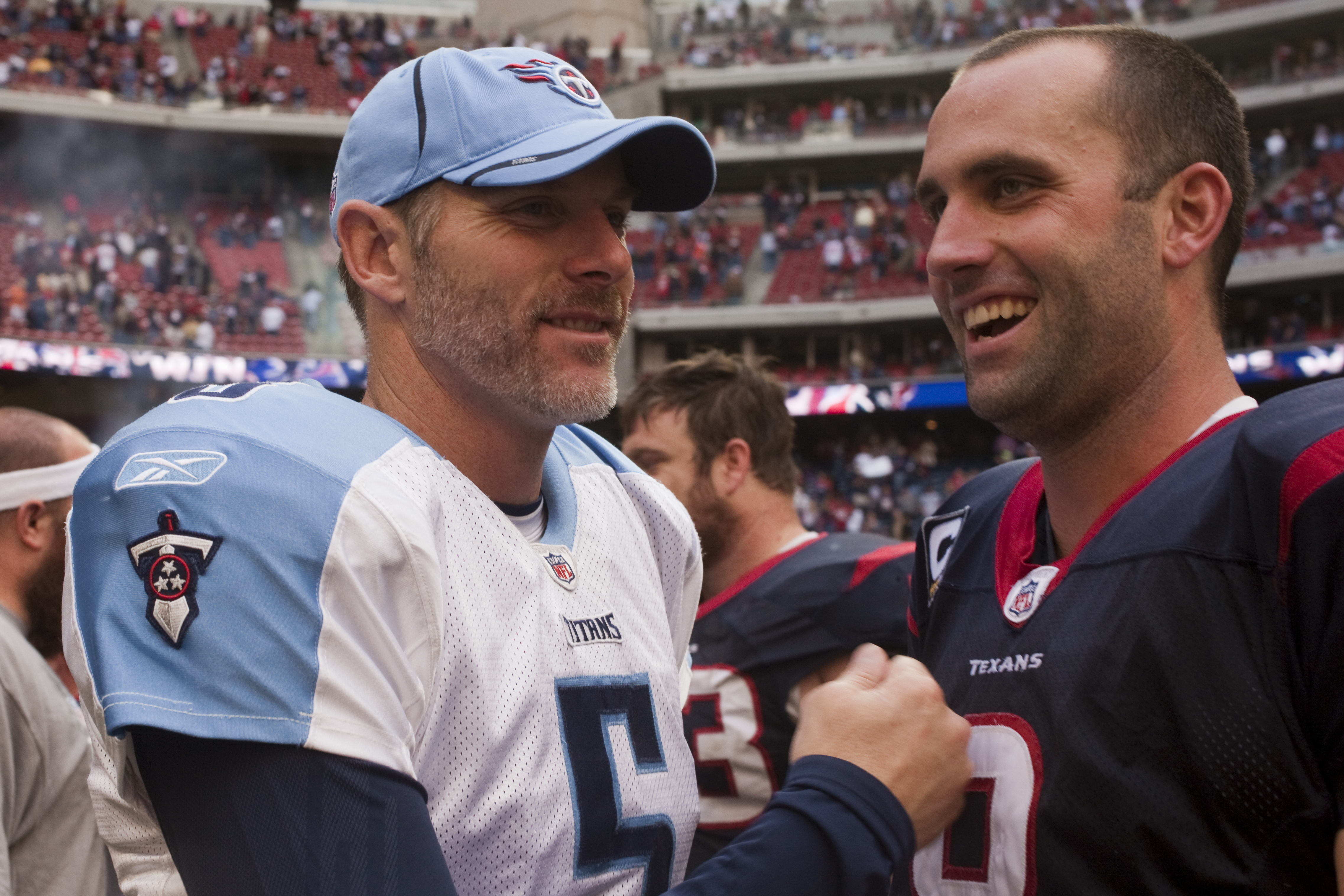
Schaub (destra) col quarterback dei Tennessee Titans Kerry Collins.

Nel marzo 2007, gli Houston Texans acquisirono Schaub e la 10ª scelta del draft NFL 2007 cedendo l'8ª e la 39ª scelta del draft 2007 e la 48ª scelta del draft NFL 2008. Con la nuova squadra firmò un contratto di 6 anni per un valore totale di 48 milioni di dollari

#### 2007
In entrambe le prime gare della stagione 2007, Matt passò oltre 220 yard, completò il 71% dei suoi passaggi ed ebbe un passer rating superiore a 100; i Texans vinsero entrambe le partite, la miglior partenza della storia della squadra. Nella settimana 4 partì come titolare contro la sua ex squadra, gli Atlanta Falcons, in cui completò 28 passaggi su 40 per 317 yard, 1 touchdown ma Houston perse la seconda gara della stagione.
Anche se Schaub fu tormentato dagli infortuni nel 2007, lui e la sua riserva Sage Rosenfels portarono la squadra dalle sei vittorie dell'anno precedente a un record di 8-8, il primo bilancio in pareggio dei Texans.

#### 2008
Schaub ritornò titolare nella stagione 2008. Non giocò bene nelle prime due sfide ma si rifece nella settimana 3 contro i Jacksonville Jaguars anche se i suoi furono sconfitti. Nella settimana 6, Schaub stabilì l'allora record di franchigia passando 379 yard nella vittoria in rimonta contro i Miami Dolphins in cui segnò a tre secondi dal termine il touchdown su corsa decisivo. Schaub aiutò il compagno wide receiver Andre Johnson a guidare la lega a metà stagione sia in ricezione che in yard ricevute. La stagione di Schaub subì un brutto colpo a causa di un infortunio al ginocchio contro i Minnesota Vikings, che lo tenne fuori dai campi di gioco per un mese, rendendo Sage Rosenfels di nuovo titolare.
Contro i Green Bay Packers, Schaub completò 28 passaggi su 42 per 414 yard e 2 touchdown, guidando i Texans a percorrere il campo, permettendo a Kris Brown di segnare il field goal della vittoria. Complessivamente giocò bene nel 2008, portando la squadra a terminare con un bilancio di 8-8 malgrado l'aver perso tutte le prime quattro gare.

#### 2009
Durante la stagione 2009, Schaub guidò i Texans a un record di 9-7, il primo bilancio vincente della storia della squadra. Guidò la NFL in yard passate (4.770), passaggi completati (396), yard a partita (298) e passaggi tentati (583), finendo quinto in passaggi da touchdown (29), con un passer rating di 98,6. Fu convocato per il suo primo Pro Bowl al posto dell'infortunato Tom Brady, venendo premiato come miglior giocatore della partita.

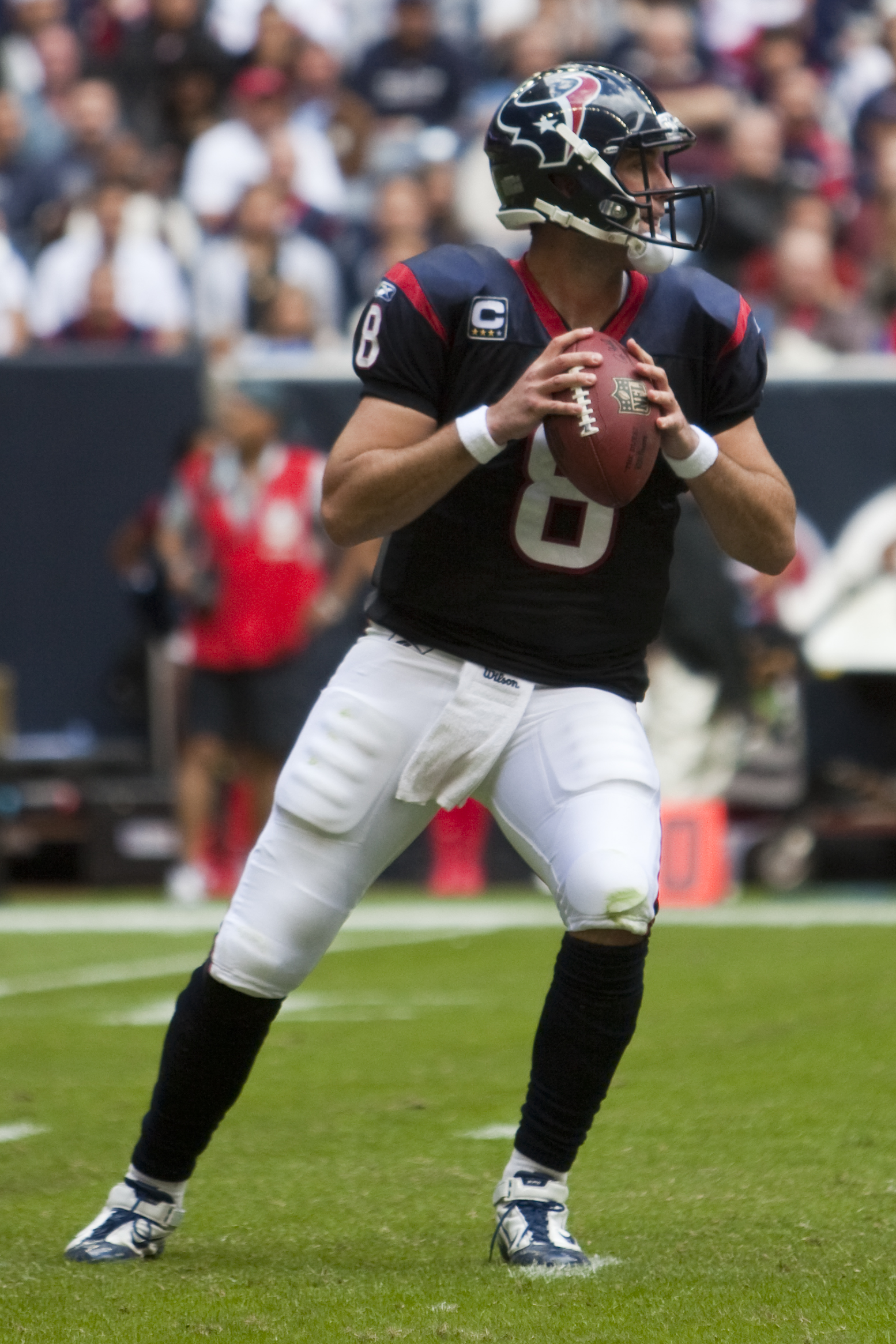
Schaub nel 2010.

#### 2010
La stagione 2010 partì con grandi speranze per i Texans ma a causa di un maggior impiego del gioco sulle corse, Schaub completò solo 9 passaggi su 17 con un touchdown e un intercetto nella vittoria della settimana 1 contro gli Indianapolis Colts. Il quarterback si rifece poche settimane dopo quando passò 497 yard nella vittoria ai supplementari sui Washington Redskins il 19 settembre 2010. Schaub terminò la stagione con 4.370 yard passate, al quarto posto nella lega, ma la squadra terminò con un record di 6-10 e non raggiunse i playoff.

#### 2011
Nel 2011, i Texans apportarono diversi miglioramenti alla loro difesa e Schaub li guidò alla loro miglior stagione fino a quel momento, aprendo la strada alla prima vittoria del titolo di division e alla prima qualificazione ai playoff della storia della franchigia. Schaub partì come titolare nelle prime dieci partite e, malgrado non fosse la sua miglior stagione dal punto di vista strettamente statistico, portò la squadra a un record di 7-3, la miglior partenza della storia della squadra dopo 10 partite. Nella partita giocata il 13 novembre 2011 a Tampa contro i Tampa Bay Buccaneers, il defensive tackle avversario Albert Haynesworth gli cadde rovinosamente sul piede, causandogli una frattura. A seguito a questo infortunio, Schaub venne messo nella lista infortunati chiudendo in anticipo la stagione regolare. Senza Matt alla guida, Houston ebbe un bilancio di 4-4 (inclusi i playoff).

#### 2012
Il 9 settembre firmò un'estensione di quattro anni per un totale di 62 milioni di dollari (29,15 milioni garantiti), inclusi 17,5 milioni di bonus alla firma. Nella partita di debutto della stagione 2012, Schaub completò 20 passaggi su 31 tentativi per 266 yard e un touchdown, nella vittoria dei Texans per 30-10 in casa dei Miami Dolphins. Nel turno successivo, i Texans vinsero nuovamente per 27-7 contro i Jacksonville Jaguars: Schaub passò 195 yard senza touchdown e intercetti. Con la vittoria sui Denver Broncos della settimana 3, i Texans partirono per la prima volta nella loro storia con un record di 3-0: Matt passò per 290 yard con quattro touchdown e il primo intercetto subito in stagione.
Nella settimana 4 i Texans continuarono la loro marcia da imbattuti superando nettamente i Tennessee Titans: Matt completò 20 passaggi su 28 per 202 yard e due passaggi da touchdown. Nel Monday Night Football del turno successivo i Texans si portarono sul record di 5-0 con il quarterback che passò 209 yard con un touchdown e un intercetto.
Nella settimana 6 i Texans subirono la prima netta sconfitta stagionale contro i Packers: Schaub passò per 232 yard e subì 2 intercetti. Houston si rifece nel turno successivo dominando i Baltimore Ravens per 43-13: il quarterback passò 256 yard e 2 touchdown, senza subire intercetti.
Dopo la settimana di pausa, i Texans batterono agevolmente i Buffalo Bills con il quarterback che passò 268 e 2 touchdown. Nella sfida della settimana 10 tra due delle squadre più in forma della lega, i Texans batterono i Chicago Bears salendo a un record di 8-1, il migliore della NFL. Schaub passò 95 yard con un touchdown e 2 intercetti subiti.

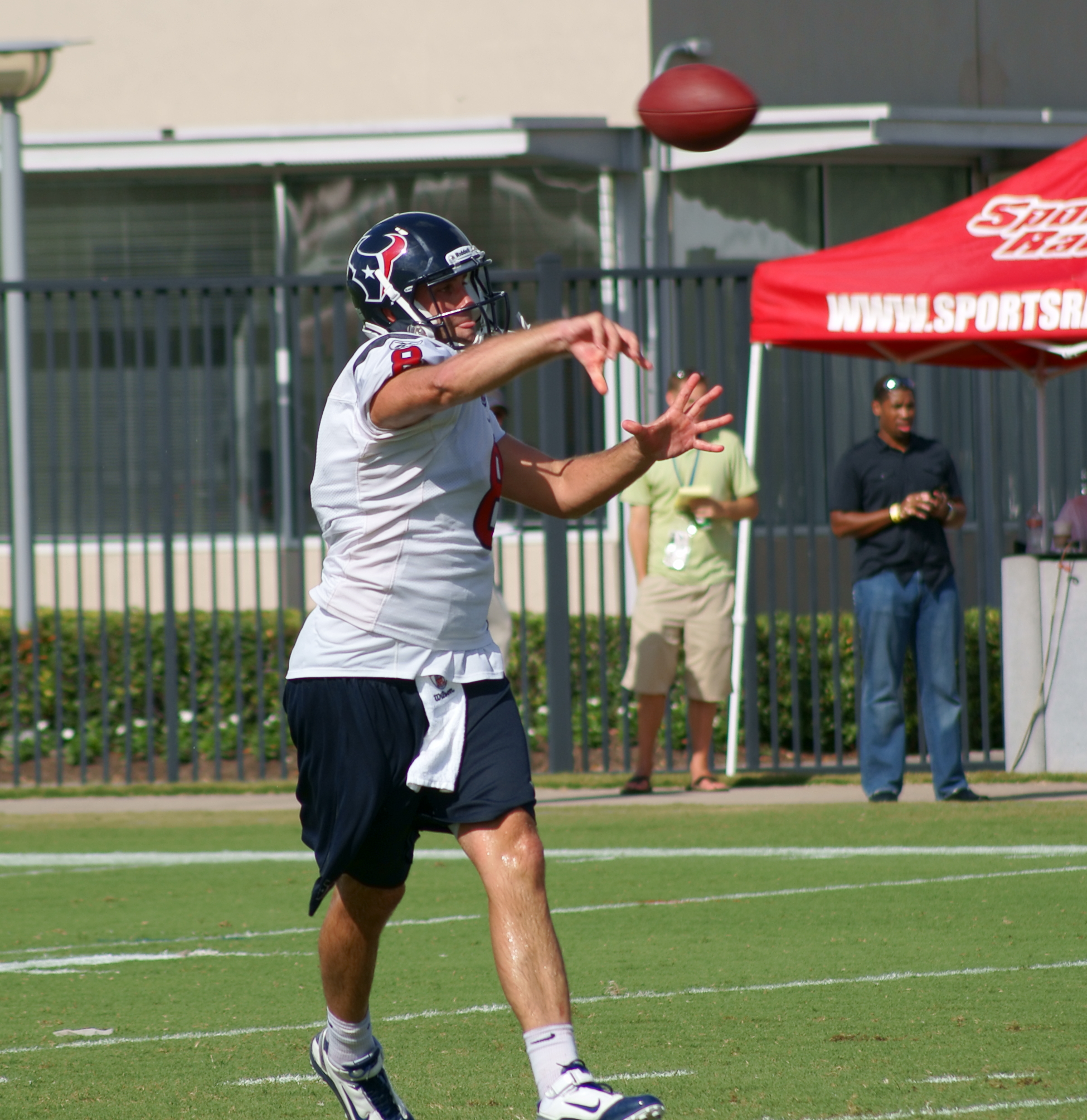
Schaub durante un allenamento.

Nella settimana 11, i Texans, la squadra col miglior record della lega, vinsero una partita epica contro i Jacksonville Jaguars, ultimi nella NFL con una sola vittoria. Tra continui ribaltamenti di fronte, Houston la spuntò ai supplementari, con Schaub che lanciò la seconda prestazione di tutti i tempi (alla pari con Warren Moon) con ben 527 yard passate e 5 passaggi da touchdown (2 intercetti), compreso un record di franchigia di 43 passaggi completati e il passaggio da touchdown da 48 yard per Andre Johnson che decise la partita all'overtime. Per questa prestazione, Matt vinse il premio di miglior quarterback della settimana.
Nella gara del Giorno del Ringraziamento Schaub e i Texas giocarono una gara simile alla precedente, vincendo solo ai supplementari contro i Detroit Lions. Matt passò 315 yard con un touchdown e un intercetto subito nei supplementari che quasi costò la sconfitta a Houston.
Con la vittoria nella settimana 13 sui Titans, Houston centrò la seconda qualificazione ai playoff consecutiva. Matt passò 2 touchdown e 207 yard. Nel Monday Night Football successivo Houston perse la seconda gara stagionale contro i Patriots in cui Schaub passò 232 yard e subì un intercetto.
Nella settimana 15 Houston si assicurò il secondo titolo di division consecutivo battendo i Colts. Matt nella partita passò 261 yard e un touchdown. La domenica successiva i Texans persero la terza gara del 2012 contro i Minnesota Vikings con il quarterback che passò 178 yard. Tre giorni dopo fu convocato per il secondo Pro Bowl in carriera.
Nell'ultimo turno di campionato i Texans si giocarono la possibilità di saltare il primo turno di playoff perdendo la terza gara nelle ultime quattro. Contro i Colts, Matt passò 275 yard e subì due intercetti.
Il 5 gennaio 2013 Schaub vinse la sua prima gara di playoff in carriera superando agevolmente i Cincinnati Bengals con 262 yard passate e subendo un intercetto. La stagione di Houston si arrestò per il secondo anno consecutivo nel divisional round a causa della sconfitta contro i Patriots, con Matt che passò passò 343 yard, due touchdown e subì un intercetto.

#### 2013
Nella prima gara della stagione, i Texans rimontarono uno svantaggio di 21 punti alla metà del terzo quarto sui San Diego Chargers a cui Schaub contribuì con 346 yard passate, 3 touchdown e un intercetto subito. Dopo una vittoria nella anche nella settimana 2, i Texans persero due gare consecutive contro i Ravens e i Seattle Seahawks ai supplementari dopo essere stati in vantaggio anche di 17 punti, in una gara in cui Schaub passò 355 yard e 2 TD ma subì anche due intercetti. Ancora peggio fece la settimana successiva lanciando tre intercetti (senza touchdown) nella nettissima sconfitta contro i San Francisco 49ers dove fu sostituito nel finale di gara da T.J. Yates. La settimana successiva Schaub partì come titolare ma a causa di un infortunio alla caviglia destra fu sostituito ancora da Yates in corso d'opera. Per questo motivo saltò la gara della settimana 7 contro i Kansas City Chiefs. Dopo la settimana di pausa, Schaub si ristabilì ma i Texans nominarono titolare per la settimana 9 Case Keenum che lo aveva sostituito nell'ultimo turno. Questi continuò a partire titolare e a giocare bene fino alla settimana 11 coi Raiders, quando a sorpresa l'allenatore Kubiak inserì Schaub nel corso del terzo quarto. La mossa fece infuriare i tifosi e non servì tuttavia a vincere la gara poiché nel finale su una situazione di quarto down, il suo passaggio per Andre Johnson fu deviato. Successivamente a questa azione, Schaub e Johnson furono colti dalle telecamere in un infuocato diverbio sulla linea laterale.
Nella settimana 13, Schaub rilevò Keenum nel terzo quarto e portò quasi alla rimonta la squadra in svantaggio contro i Jaguars, ma i suoi sforzi furono vanificati da un intercetto subito nei due minuti finali. L'undicesima sconfitta consecutiva costò la panchina all'allenatore Kubiak e il nuovo allenatore ad interim Wade Phillips confermò Keenum titolare per il resto della stagione, salvo che questi nella settimana 15 subì un infortunio a un pollice che portò Matt ad essere nuovamente nominato titolare nella penultima gara del 2013 contro i Broncos, in cui subì due intercetti e Houston perse la tredicesima gara consecutiva. La disastrosa stagione di Houston si chiuse col peggior record della NFL (2-14) e una sconfitta in casa dei Titans in cui Schaub passò 229 yard e subì 2 intercetti.

### Oakland Raiders
Il 21 marzo 2014, Schaub fu scambiato con gli Oakland Raiders per la 165ª scelta del Draft NFL 2014. Inizialmente, era previsto che Schaub iniziasse la stagione come titolare, davanti al quarterback rookie Derek Carr, ma dopo un'ottima pre-stagione di quest'ultimo e complice un problema al gomito per il veterano, Carr fu nominato titolare per la prima gara della stagione. L'allenatore Dennis Allen precisò inoltre che la scelta di Carr sarebbe stata definitiva di lì in avanti. Schaub disputò solamente 11 spezzoni di partita in quella stagione, senza mai partire come titolare, e il 16 marzo 2015, dopo l'arrivo di Christian Ponder, fu svincolato.

### Baltimore Ravens
Il 31 marzo 2015, Schaub firmò coi Baltimore Ravens un contratto annuale del valore di 3 milioni di dollari per fungere da riserva di Joe Flacco. Quando questi si ruppe il legamento crociato durante la settimana 11 contro i Rams, Schaub fu nominato titolare per il resto della stagione. Nella prima gara come partente dopo due anni, passò 2 touchdown e 2 intercetti in una rocambolesca vittoria in casa dei Browns negli ultimi secondi. Sette giorni dopo, contro i Dolphins, subì un infortunio al petto che non gli permise di allenarsi tutta la settimana, costringendolo a saltare la gara contro i Seahawks.

### Ritorno ai Falcons
IL 9 marzo 2016, Schaub firmò per fare ritorno ai Falcons come riserva di Matt Ryan. Nell'ottavo turno della stagione 2019 tornò a partire come titolare al posto dell'infortunato Ryan passando 460 yard nella sconfitta contro i Seattle Seahawks. Ryan tornò ad essere il partente dalla settimana 10. Schaub si ritirò dopo la stagione 2020.

## Palmarès

### Franchigia
- National Football Conference Championship: 1

Atlanta Falcons: 2016

### Individuale
- MVP del Pro Bowl: 1

2009
- Convocazioni al Pro Bowl: 2

2009, 2012
- Quarterback della settimana: 1

11ª del 2012
- Giocatore offensivo della AFC della settimana: 4
- Leader nella classifica delle yard lanciate in una stagione NFL (2009)
- Club delle 500 yard passate in una singola gara

## Statistiche
| Anno | Squadra         | P   | PT | Comp  | Ten   | %    | Yard   | Media | TD  | Int | Sack | Y perse | Rat  |
| ---- | --------------- | --- | -- | ----- | ----- | ---- | ------ | ----- | --- | --- | ---- | ------- | ---- |
| 2004 | Atlanta Falcons | 6   | 1  | 33    | 70    | 47,1 | 330    | 4.7   | 1   | 4   | 4    | 14      | 42,0 |
| 2005 | Atlanta Falcons | 16  | 1  | 33    | 64    | 51,6 | 495    | 7,7   | 4   | 0   | 6    | 27      | 98,1 |
| 2006 | Atlanta Falcons | 16  | 0  | 18    | 27    | 66,7 | 208    | 7,7   | 1   | 2   | 2    | 8       | 71,2 |
| 2007 | Houston Texans  | 11  | 11 | 192   | 289   | 66,4 | 2.241  | 7,8   | 9   | 9   | 16   | 126     | 87,2 |
| 2008 | Houston Texans  | 11  | 11 | 251   | 380   | 66,1 | 3,043  | 8,0   | 15  | 10  | 23   | 149     | 92,7 |
| 2009 | Houston Texans  | 16  | 16 | 396   | 583   | 67,9 | 4.770  | 8,2   | 29  | 15  | 25   | 149     | 98,6 |
| 2010 | Houston Texans  | 16  | 16 | 365   | 574   | 63,6 | 4.370  | 7,6   | 24  | 12  | 32   | 226     | 92,0 |
| 2011 | Houston Texans  | 10  | 10 | 178   | 292   | 61,0 | 2.479  | 8.5   | 15  | 6   | 16   | 98      | 96,8 |
| 2012 | Houston Texans  | 16  | 16 | 350   | 544   | 64.3 | 4,008  | 7.4   | 22  | 12  | 27   | 216     | 90.7 |
| 2013 | Houston Texans  | 10  | 8  | 219   | 358   | 61.2 | 2,310  | 6.5   | 10  | 14  | 21   | 162     | 73.0 |
|      | TOTALE          | 128 | 90 | 2,035 | 3,181 | 64.0 | 24,254 | 7.6   | 130 | 84  | 172  | 1,175   | 89.8 |

### Record di franchigia degli Houston Texans
- Maggior numero di gare giocate da un quarterback – 90 (2007-2013)
- Maggior numero di vittorie in carriera - 46 (2007-2013)
- Maggior numero di passaggi completati in carriera - 1.951 (2007-2013)
- Maggior numero di passaggi completati in una stagione - 396 (2009)
- Maggior numero di passaggi completati in una singola partita - 43 (18/11/2012 vs. Jacksonville Jaguars)
- Maggior numero di passaggi tentati in carriera - 3,020 (2007-2013)
- Maggior numero di passaggi tentati in una stagione - 583 (2009)
- Maggior numero di passaggi tentati in una partita - 62 (13/12/10 vs. Baltimore Ravens)
- Più alta percentuale di completamento dei passaggi in carriera - 64,6 (2007-2013)
- Maggior numero di yard passate in carriera - 23,221 (2007-2013)[50]
- Maggior numero di yard passate in una stagione - 4.770 (2009)[50]
- Maggior numero di yard passate in una partita - 527 (18/11/2012 vs. Jacksonville Jaguars)
- Maggior numero di stagioni con 4.000 yard passate – 3
- Maggior numero di stagioni con 3.000 yard passate – 4
- Maggior numero di stagioni consecutive con 4.000 yard passate – 2 (2009-2010)
- Maggior numero di stagioni consecutive con 3.000 yard passate – 3 (2008-2010)
- Maggior numero di partite da 400 yard passate – 4
- Maggior numero di partite da 300 yard passate – 27
- Maggior numero di partite da 300 yard passate in una stagione – 9 (2009)
- Maggior numero di partite consecutive con 300 yard passate - 4 (2010)
- Maggior numero di touchdown passati in carriera - 124 (2007-2013)[50]
- Maggior numero di touchdown passati in una stagione - 29 (2009)[50]
- Maggior numero di touchdown passati in una partita - 5 (11/18/2012 vs. Jacksonville Jaguars)
- Maggior numero di intercetti in carriera - 78 (2007-2013)
- Maggior numero di intercetti in una stagione - 15 (2009) (alla pari con David Carr)
- Maggior numero di gare consecutive con un intercetto ritornato in touchdown - 4 (2013)
- Miglior passer rating in carriera - 90,9 (2007-2013)
- Miglior passer rating in una stagione - 98,6 (2009)
- Maggior numero di rimonte nel quarto periodo - 11 (2007-2013)[50]
- Maggior numero di rimonte nel quarto periodo in una stagione - 2 (5 volte) (alla pari con David Carr)
- Maggior numero di drive vincenti in carriera - 14 (2007-2013)
- Maggior numero di drive vincenti in una stagione - 4 (2009)[50]